# Hotel Bossert
L'hôtel Bossert était autrefois connu comme "le Waldorf-Astoria de Brooklyn". Il a été le site de la célébration du seul championnat des World Series des Brooklyn Dodgers, l'équipe locale de base ball.

## Histoire ancienne
L'hôtel a été construit en 1909 par Louis Bossert, un magnat du bois de Brooklyn, au 98 Montague Street à Brooklyn Heights. Il avait un extérieur de style néo-Renaissance italienne. Il a été conçu comme un hôtel appartement.
Dans les années 1950, le Bossert était le domicile de plusieurs joueurs des Brooklyn Dodgers. Après la victoire des Dodgers de Brooklyn sur les Yankees de New York lors des World Series de 1955, les fans des Dodgers se sont réunis dans le hall de Bossert et ont fait la sérénade au manager des Dodgers Walter Alston avec "For It's a Jolly Good Fellow".

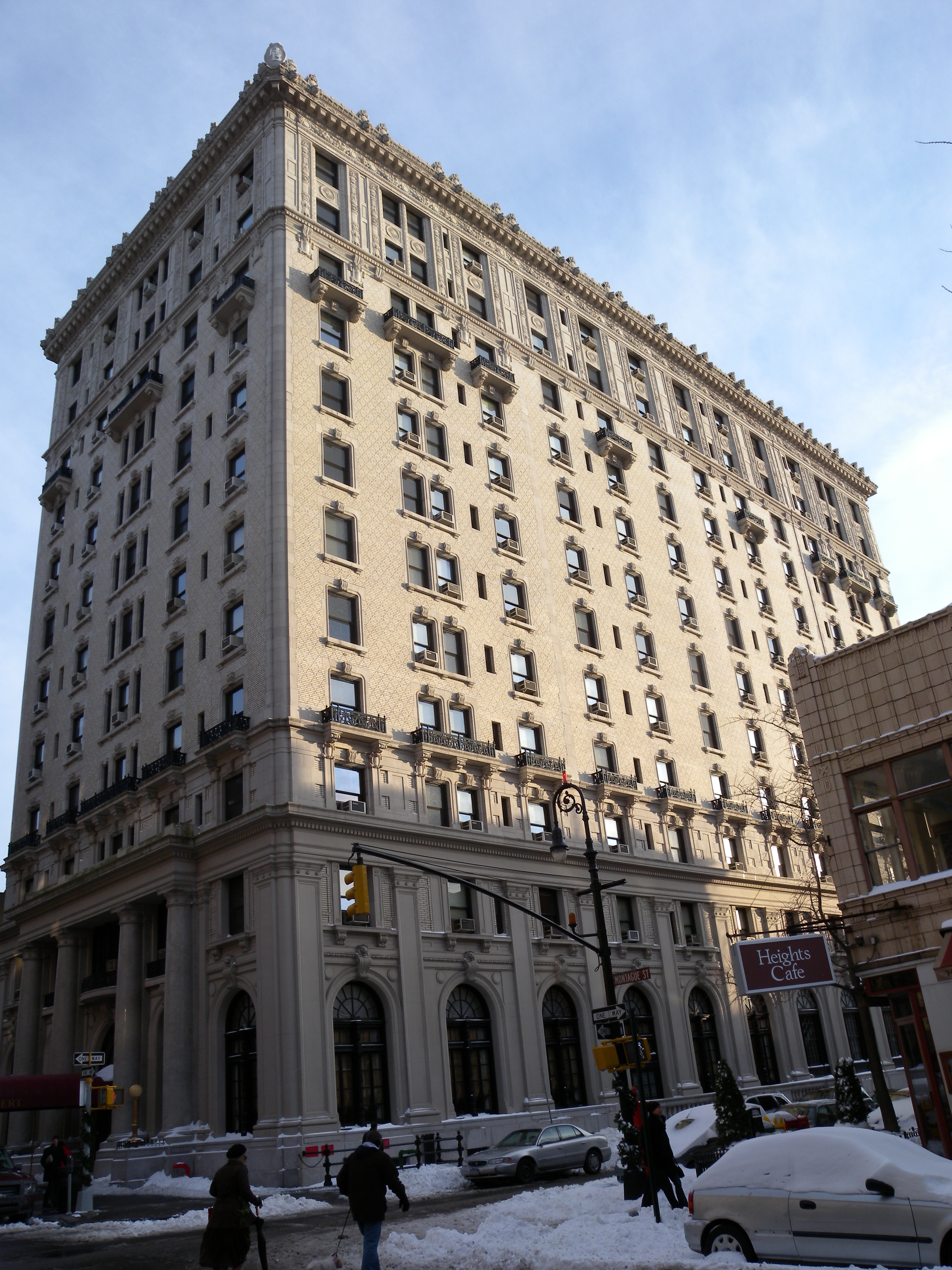

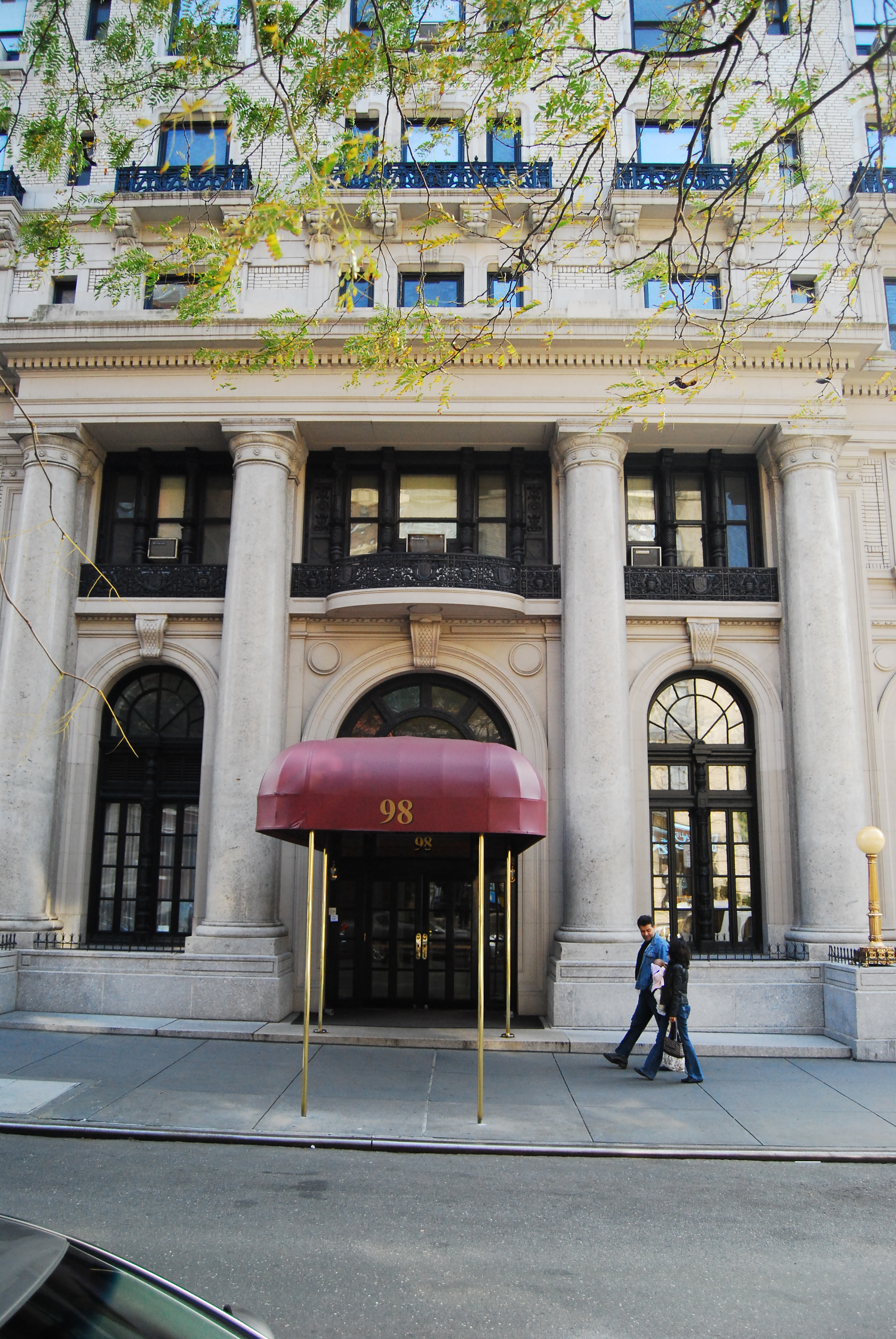
Entrée de la rue Montague

À la fin de 2012, le Bossert a été vendu pour 81 millions de dollars à David Bistricer de Clipper Equity et Joseph Chetrit du groupe Chetrit, qui prévoit de le transformer en hôtel de charme d'environ 300 chambres.
Barbara Cooney est née à l'hôtel, qui a été construit par son grand-père maternel.